# 금발

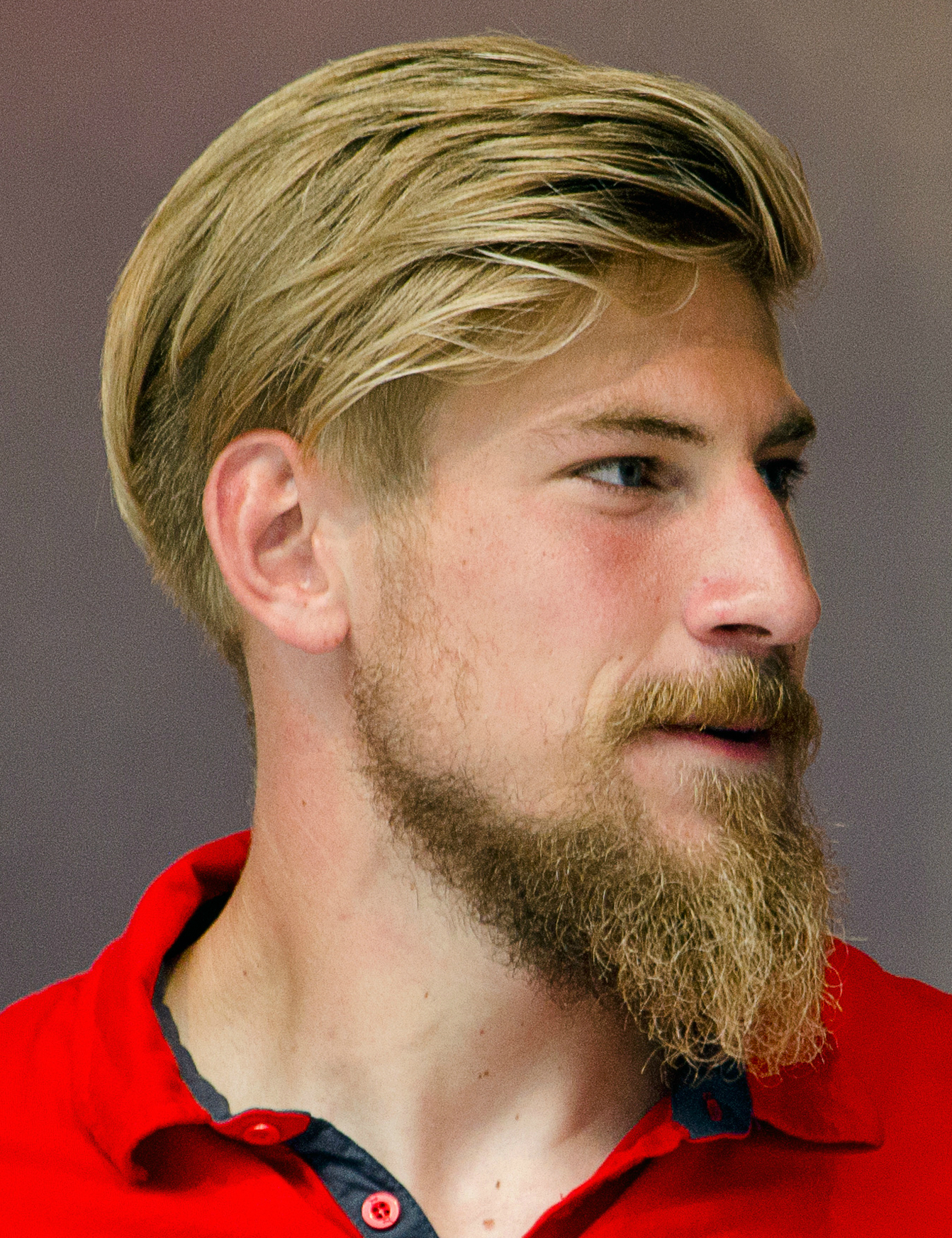
금발머리 남자

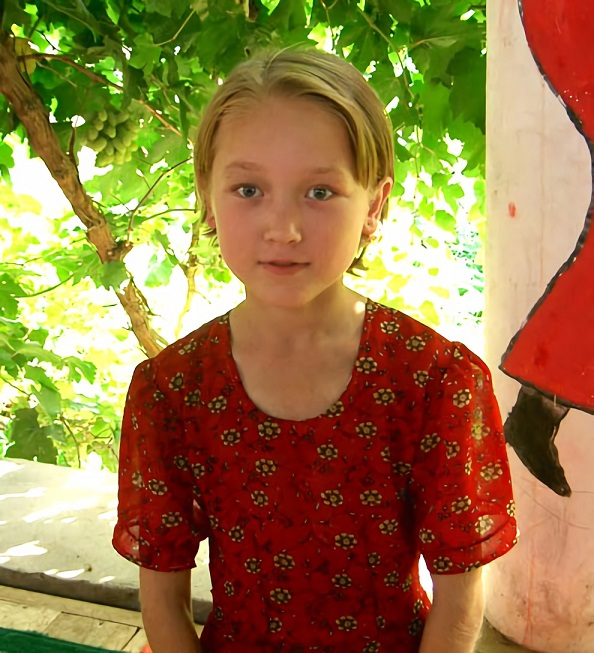
몽고주름을 가진 선천적으로 금발인 위구르 소녀(중국 신장 투르판에서 촬영)

금발(金髮, 영어: blond(男), blonde(女))이란 검은색 유멜라닌(eumelanin) 색소(色素)의 결핍으로 나타나는 모발의 색깔이다. 금발의 범위는 옅은 금색으로부터 옅은 갈색에 이르기까지 다양하게 나타난다. 금발은 주로 북유럽 계통 백인들에게 자주 발견이 되나, 솔로몬 섬, 바나투, 피지, 북아프리카의 베르베르족, 또한 특수한 아시아인들에게서 발견이 된다. 금발이 발현된 원인은 태양빛이 부족하여 비타민 D를 더 잘 흡수하기 위해서였다는 연구 결과가 있다.

## 지역적 분포

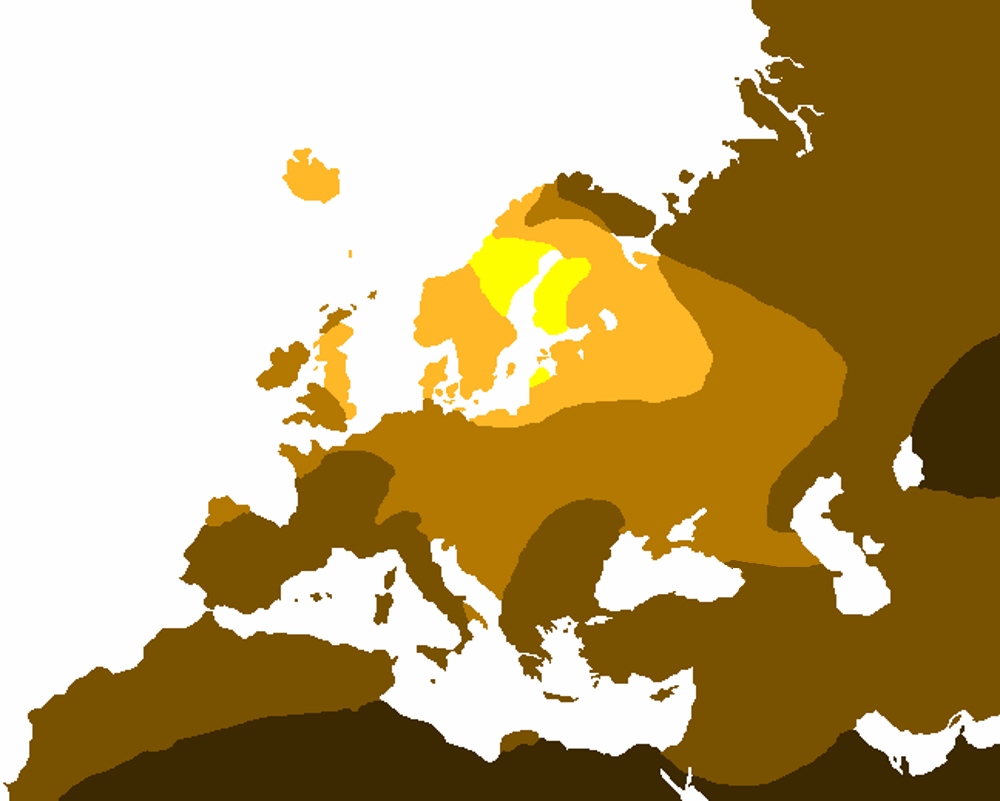
유럽에서의 金髮의 역사적 분포:
80—100%
50—79%
20—49%
1—19%
1% 미만

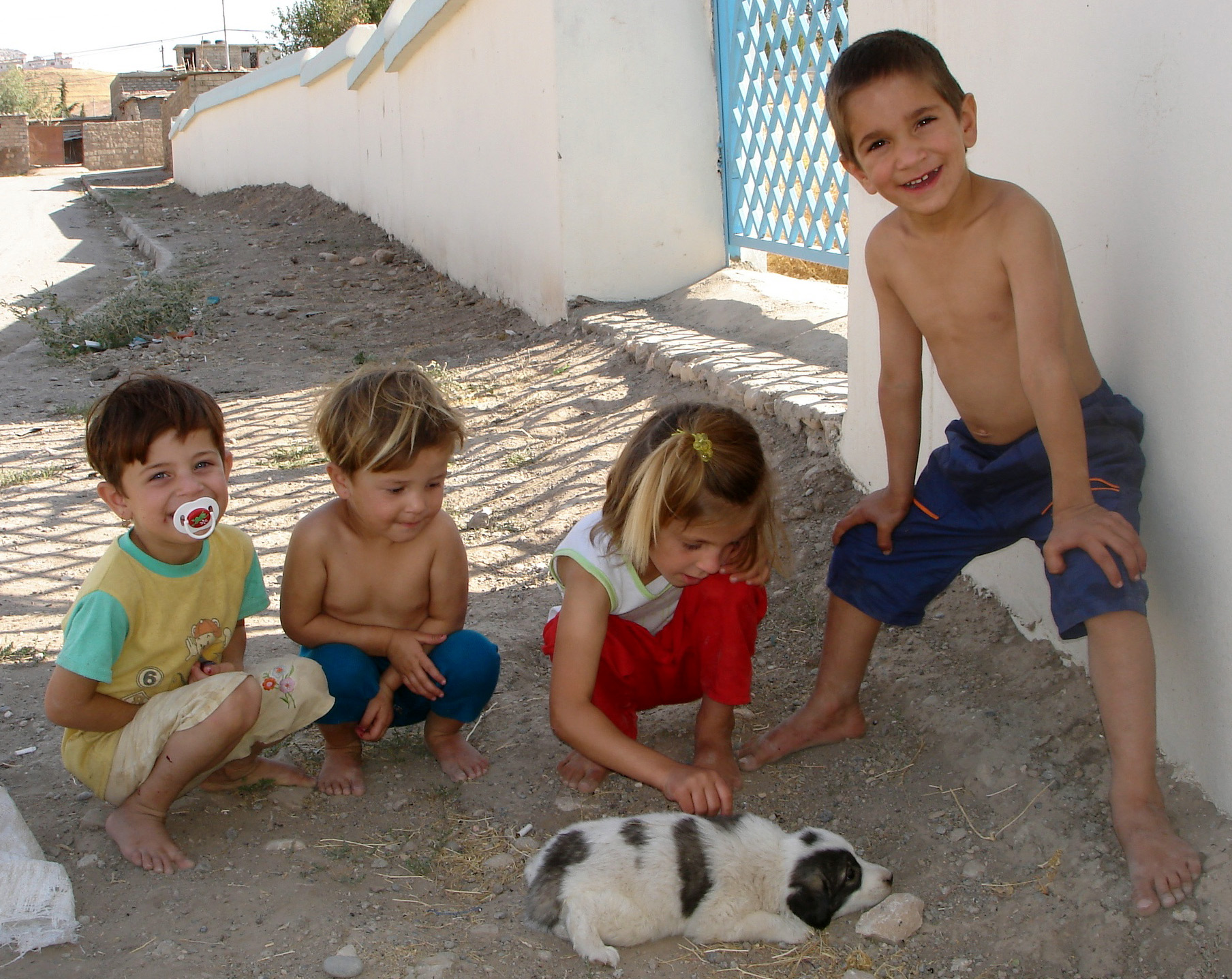
이라크 술라이마니야의 쿠르드족 어린이들. 이들 중 둘은 천연 금발이다.

금발은 북유럽 사람들에게서 가장 많이 발생한다. 모발과 눈동자의 색은 발트해(海) 주변 지역에서 가장 엷게 나타나며, 그 주변지역으로 갈수록 동심원(同心圓) 모양을 그리며 점차 규칙적으로 짙어진다. 금발은 남유럽, 서유럽, 동유럽에서도 발견되며, 16세기에서 20세기에 걸친 유럽인의 신대륙 이민으로 남북 아메리카, 오스트레일리아, 뉴질랜드, 남아프리카, 시베리아에서도 금발을 찾아볼 수 있게 되었다. 몽골인들도 1000명중 1명 꼴로 자연금발이 나타난다.
유럽인보다 비율은 적게 나타나지만, 중앙아시아, 서아시아(中東) 및 남아시아에서도 어떤 민족 중에서는 금발이 나타나기도 한다. 아프가니스탄에서 금발은 부분적으로 타지크인(약 10%, 특히 파미르고원지대에서), 파슈툰족, 누리스타니족{Nuristani people, 알렉산드로스 대왕이 보낸 그리스 병사들의 후손으로 전해지는 칼라쉬(Kalash)와 연관이 있다.}에게서 찾아볼 수 있다. 파키스탄의 칼라쉬족 등 카이바르 고개와 길기트발티스탄(州)에 사는 토착민, 인도의 유럽계 후손들, 터키 (특히 유럽과 가까운 서부지방), 북카프카스, 북부 이란의 일부(특히 카스피해(海) 연안), 이스라엘(특히 아슈케나짐 유대인), 서부 시리아, 북부 이라크, 팔레스타인, 요르단, 레바논, 북아프리카 등에서도 금발이 나타난다.

## 연령과의 관계
금발은 백인 아기들과 어린이에게는 흔하다. 그래서 영어의 "baby blond"라는 말은 흔히 매우 밝은 머리카락 색깔을 표현하는 데 쓰인다. 그러나 아이들의 머리카락 색깔은 나이가 들면서 점차 짙어지는 경향이 있다. 많은 경우, 청년이 되기 전, 또는 청년기에 그들의 머리카락은 밝은 갈색으로부터 짙은 갈색 또는 검은색으로 변한다.

## 비고
- 적발(赤髮)
- 흑발(黑髮)
- 금발이 너무해
- 금발의 제니

## 같이 보기
- 모발 색
- 간구로